# Óliver Torres
Óliver Torres Muñoz (* 10. November 1994 in Navalmoral de la Mata) ist ein spanischer Fußballspieler. Er steht beim FC Sevilla unter Vertrag und seine bevorzugte Position ist das offensive Mittelfeld.

## Karriere

### Im Verein
Torres begann seine Karriere bei Atlético Madrid, für dessen Jugendmannschaften er ab 2008 spielte. Ab der Saison 2012/13 gehörte er zum Kader der zweiten Mannschaft, mit der er in der Segunda División B spielte. Am 20. August 2013 kam er zu seinem ersten Einsatz in der Primera División, als er beim Spiel gegen den Levante UD eingewechselt wurde. Seinen ersten Treffer erzielte er am 27. Oktober 2013 beim Spiel gegen den Betis Sevilla.
Am 31. Januar 2014 wurde Torres bis zum Ende der Saison 2013/14 an den FC Villarreal ausgeliehen. Nachdem er anfangs aufgrund einer Schulterverletzung ausgefallen war, debütierte er am 2. März 2014 im Heimspiel gegen Betis Sevilla, als er zur zweiten Halbzeit eingewechselt wurde. In der Saison 2014/15 spielte er leihweise für den FC Porto in Portugal. Im August 2016 kehrte er erneut leihweise für eineinhalb Jahre zum FC Porto zurück. Am 1. Juli 2017 wurde er dann vom FCP für eine Ablösesumme von 20 Millionen Euro fest verpflichtet. Seit Juli 2019 steht er beim FC Sevilla unter Vertrag.

### In der Nationalmannschaft
Torres spielte in verschiedenen spanischen Jugend-Nationalmannschaften, wobei er mit der U-19-Nationalmannschaft 2012 in Estland Europameister wurde.

## Erfolge
- U-19-Fußballeuropameister 2012
- UEFA-Super-Cup-Sieger: 2012
- Spanischer Pokalsieger: 2013
- Spanischer Meister: 2014
- Portugiesischer Meister: 2018
- Portugiesischer Supercupsieger: 2018
- UEFA-Europa-League-Sieger (2): 2020, 2023